# Tadeusz Jarosz (duchowny)

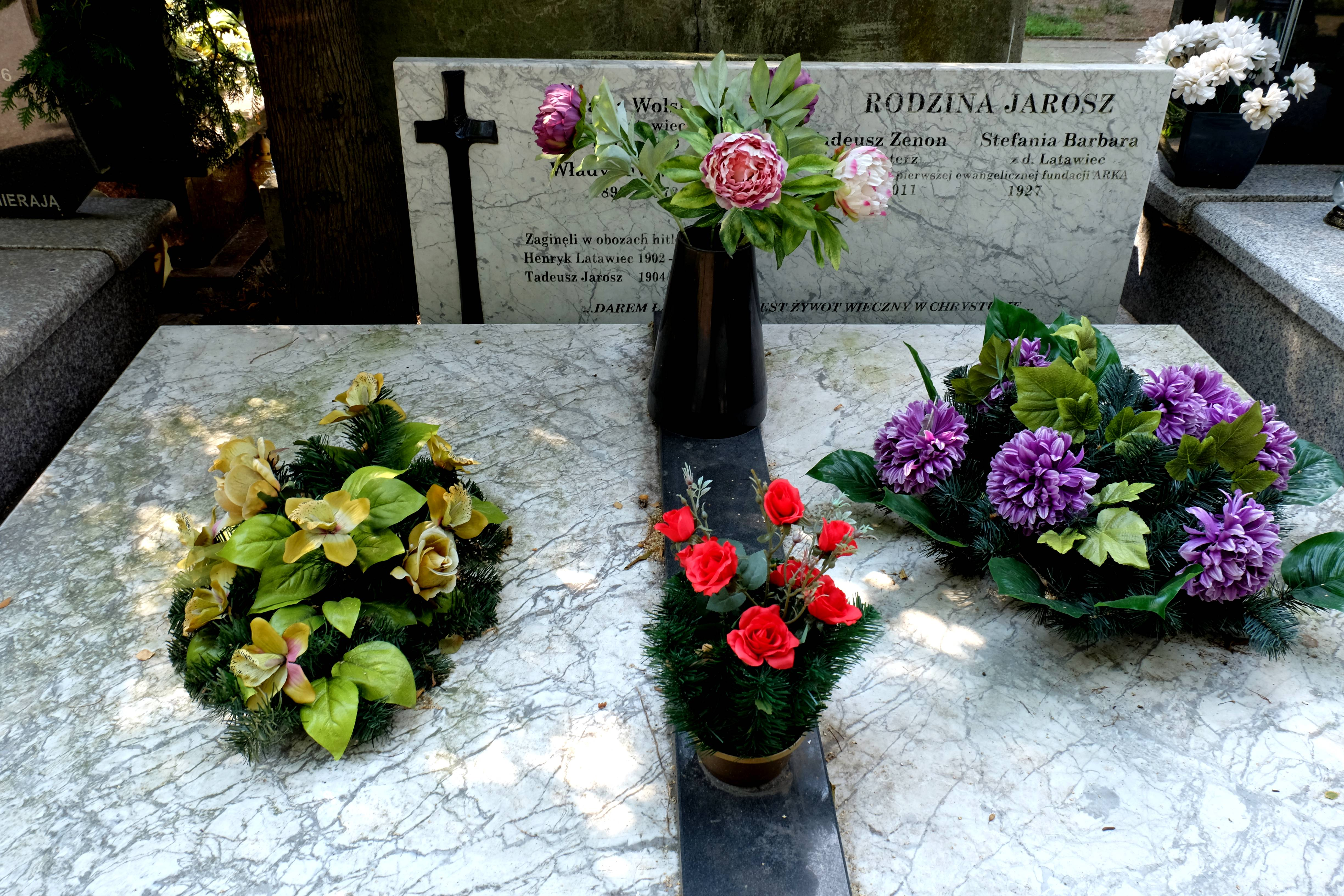
Grób Tadeusza Jarosza na Cmentarzu ewangelicko-reformowanym w Warszawie

Tadeusz Zenon Jarosz (ur. 11 października 1931 w Warszawie, zm. 19 maja 2011 tamże) – polski duchowny Kościoła Ewangelicznych Chrześcijan, inżynier, rzecznik patentowy, przewodniczący Rady Zakładowej Związku Zawodowego Metalowców.

## Działalność
Syn Tadeusza i Karoliny. W wieku ośmiu lat stracił ojca, który nie wrócił z obozu pracy w Lipsku w Niemczech. Chrzest wiary przyjął w czerwcu 1949 w Warszawie wraz ze swoją późniejszą żoną Stefanią Barbarą z domu Latawiec. Pobrali się 12 lipca 1953. Razem przeżyli 58 lat i wychowali pięcioro dzieci: Tadeusza, Daniela, Annę, Pawła i Adama.
W listopadzie 1966 otrzymał dyplom ukończenia Politechniki Warszawskiej na Wydziale Mechanicznym, uzyskując tytuł inżyniera mechanika. W latach 70. pracował na kierowniczym stanowisku jako rzecznik patentowy w Biurze Projektów „Bipromasz” w Warszawie. Pełnił również funkcję męża zaufania, a później przewodniczącego Rady Zakładowej Związku Zawodowego Metalowców.
Działalność religijną rozpoczął jako nauczyciel w Szkółce Niedzielnej. Brał czynny udział w służbie odwiedzania słuchaczy w ramach działalności radia „Głos Ewangelii”, m.in. w Piątkowie, gdzie później powstał zbór. W latach 70. był ewangelistą w I Zborze Zjednoczonego Kościoła Ewangelicznego w Warszawie przy ul. Zagórnej 10, gdzie w 1981 został wybrany na pastora. Pełnił funkcję przewodniczącego Ugrupowania Ewangelicznych Chrześcijan w Zjednoczonym Kościele Ewangelicznym (ZKE). W latach 1984–1988 zasiadał w prezydium ZKE.
W latach 80. nawiązując współpracę ze szwajcarską fundacją chrześcijańską Fondation Le Grain de Blé zorganizował akcję wysyłania polskich dzieci z biednych rodzin i z domów dziecka na wczasy klimatyczne do La Bessonnaz w Szwajcarii. Ogółem w ciągu 7 lat miało tam możliwość usłyszeć Ewangelię 1560 dzieci.
W 1988 pomimo dużych oporów środowiska ewangelikalnego zarejestrował pierwszą w Polsce ewangeliczną fundację charytatywną pod nazwą Ewangeliczna Fundacja Przyjaciół Rodziny, w której został prezesem.
Był pomysłodawcą i twórcą dwóch obiektów fundacji: ośrodka konferencyjno-wypoczynkowego w Opypach na terenie gminy Grodzisk Mazowiecki – Arka 1 oraz biura fundacji ze świetlicą dla dzieci i stołówką na warszawskiej Pradze przy ul. Stanisławowskiej 14 – Arka 2. Fundatorami byli Jean i Mady André z fundacji Le Grain de Blé z Lozanny (Szwajcaria), Stowarzyszenie Regenbogen V.E. z Frankfurtu (Niemcy), fundacja Stichting Hulp Oost-Europa z Barneveld (Holandia), Werk Group de Ark z Oene (Holandia) oraz Zbory i przyjaciele z Norwegii.
W 1997 w Arce 2 założył Zbór Kościoła Ewangelicznych Chrześcijan „Getsemane” w Warszawie, w którym został pastorem. Tam również organizował dla najuboższych tzw. „Obiady czwartkowe u Brata Tadeusza”, gdzie było głoszone Słowo Ewangelii.
W 2003 za działalność na rzecz dzieci został uhonorowany nagrodą „Serce dzieciom” na mocy Uchwały Zarządu Dzielnicy Praga Południe m.st. Warszawy.
Jego działalność czynnie wspierała jego żona Barbara. Do ostatnich chwil kierował Fundacją i Zborem. Zmarł po ciężkiej chorobie. Pochowany został na Cmentarzu Ewangelicko-Reformowanym w Warszawie przy ul. Żytniej (kwatera 7-2-7).

## Odznaczenia
- Złoty Krzyż Zasługi, 1 grudnia 1976
- Srebrny Krzyż Zasługi, 26 marca 1970
- Złota Odznaka Honorowa „Za Zasługi dla Warszawy”, 9 stycznia 1975